# Піргос
Пі́ргос (грец. Πύργος) — місто в Греції, столиця ному Еліда. Свою назву місто отримало за давньою баштою, побудованою в його сучасних межах.
Місто розташоване у західній частині на Пелопоннесу, в середній частині Елідської рівнини, на відстані 96 км від Патр, 320 км від Афін та 144 км від Триполі. Поблизу сучасного міста Піргос розташований давньогрецький поліс Олімпія.

## Населення
| Рік  | Місто  | Муніципалітет |
| ---- | ------ | ------------- |
| 1981 | 21,958 | —             |
| 1991 | 28,465 | 39,183        |
| 2001 | 23,791 | 32,090        |

## Персоналії
- Династія грецьких політиків початку 20 століття — Андреас Авгерінос, Петрос Авгерінос, Накіс Авгерінос.
- Такіс Сінопулос — грецький поет.
- Костас Казакос — актор, режисер та політик.
- Ксенофонт Мосхоянніс — грецький футболіст.
- Георгіс Павлопулос (1924—2008) — грецький поет.
- Тасос Бугас — грецький співак.
- Йоргос Карагуніс — півзахисник клубу Панатінаїкос та національної збірної Греції.

## Спорт
| Клуб       | Ліга                  | Майданчик                     | Місткість | Заснований |
| ---------- | --------------------- | ----------------------------- | --------- | ---------- |
| Паніліакос | Гамма Етнікі — футбол | муніципальний стадіон Піргоса | 6 750     | 1958       |